# The Lucky Necklace
The Lucky Necklace è un cortometraggio muto del 1906 diretto e interpretato da Lewin Fitzhamon.

## Trama
Una bambina ferita riesce a chiedere aiuto mettendo una collana al collo del suo cane.

## Produzione
Il film fu prodotto dalla Hepworth.

## Distribuzione
Distribuito dalla Hepworth, il film - un cortometraggio di 152 metri- uscì nelle sale cinematografiche britanniche nell'ottobre 1906.
Si conoscono pochi dati del film che, prodotto dalla Hepworth, fu distrutto nel 1924 dallo stesso produttore, Cecil M. Hepworth. Fallito, in gravissime difficoltà finanziarie, il produttore pensò in questo modo di poter almeno recuperare il nitrato d'argento della pellicola.